# YTL PowerSeraya
YTL PowerSeraya Pte Ltd (YPS) ist eines der größten Energieversorgungsunternehmen in Singapur. Der Umsatz lag im Geschäftsjahr 2008 bei 2,793 Mrd. S$, der Gewinn bei 218 Mio. S$.

## Geschichte
Die Anfänge von YPS reichen bis in das Jahr 1971 zurück, als das erste Kraftwerk (vier Blöcke mit jeweils 60 MW Leistung) auf der Insel Jurong seinen Betrieb aufnahm. 1974 kamen weitere drei Blöcke mit jeweils 120 MW Leistung hinzu. 1988 wurden dann die ersten drei Blöcke des Kraftwerks Pulau Seraya in Betrieb genommen. PowerSeraya (PS), so der Name des damaligen Kraftwerksbetreibers, war zu diesem Zeitpunkt Teil des staatlichen Energieversorgers Public Utilities Board (PUB), der bis 1995 Monopolist bei der Stromversorgung in Singapur war.
Im Rahmen der Privatisierung der Elektrizitätswirtschaft ab 1995 wurden Erzeugung und Verteilung von Elektrizität sowie die behördliche Aufsicht dafür in Singapur getrennt. PS wurde 1995 als eine 100%ige Tochter der staatlichen Singapore Power Limited gegründet.
Am 1. April 2001 wurde PS dann an die ebenfalls staatliche Temasek Holdings weitergereicht. Am 2. Dezember 2009 verkaufte Temasek Holdings PS für 3,8 Mrd. S$ an Sabre Energy Industries Pte Limited, eine 100%ige Tochter der YTL Power International Berhad. Am 1. April 2012 änderte PS seinen Namen und wurde zu YTL PowerSeraya Pte Ltd.

## Eigentümer
YTL Power International Berhad ist ein malaysischer Mischkonzern, dessen Schwerpunkte auf Stromerzeugung, Stromübertragung sowie Wasserversorgung und Abwasserentsorgung liegen.

## Tochterunternehmen
100%ige Tochterunternehmen von YPS sind:
- Seraya Energy Pte Ltd, die als Vertriebsgesellschaft für YPS tätig ist.
- PetroSeraya Pte Ltd, eine Brennstoffbeschaffungs- und Ölhandelsgesellschaft.

## Anlagen
YPS betreibt in Singapur zwei Kraftwerke: das Kraftwerk Pulau Seraya (3.040 MW), das im Osten der Insel Jurong gelegen ist, sowie das Kraftwerk Jurong.

## Rechtsform
YPS wurde als Private Limited Company (Pte Ltd) nach dem Recht Singapurs gegründet. Die Anzahl der Aktionäre ist bei dieser Art Firma auf 50 beschränkt. Pte Ltd ist der häufigste Typ von Firma in Singapur.